# 情報ライブ トゥー・ユー!
『情報ライブ トゥー・ユー!』（じょうほうライブ トゥー・ユー）は、1998年10月5日から2000年3月31日まで1年半、名古屋テレビで生放送されていた8代目の夕方ワイド番組である。テレビ朝日発の全国ニュース『スーパーJチャンネル』を内包すると同時に、同番組の名古屋テレビ（東海地区）版第1形態でもあった。

## 番組概要
- 『名古屋テレビぐっとイブニング』の後番組として放送開始。

- 当時同局で放送されていた東海3県向けの朝のワイド番組『コケコッコー』（後の『どですか!』→『ドデスカ!』）の夕方版で、在名局では初となる本格的な2時間夕方ワイド番組でもある。『ANN名古屋テレビぐっとイブニング』から引き継いだ内包番組『スーパーJチャンネル』を意識して制作されていた。

- 番組はANNフルネット局対象の『スーパーJチャンネル』第2部全国ニュース枠のほかに、第1部も若干ネットしていた。ニュースのほか、主婦層をターゲットにした生活情報や、視聴者から寄せられたFAXも紹介していた。

- 1999年12月3日（金曜日）、初代メインキャスターの久野咲恵が結婚のために番組を降板し、名古屋テレビを退社。

- 12月6日からはそれに伴い、番組自体も放送枠を縮小することになった。そして、それから3か月後に番組は終了した。後番組は『ニュースTRYあんぐる』で、こちらは生活情報の紹介も続けながら報道番組色を強めていくという方針になった。

## 放送時間
いずれの時期にも全国ニュース『ANNスーパーJチャンネル』を内包。1999年12月3日までは同番組17時台を17:00 - 17:15頃までネットしていた。
| 放送期間  | 放送期間  | 放送時間                    |
| --------- | --------- | --------------------------- |
| 1998.10.5 | 1999.4.2  | 平日 16:55 - 18:54（119分） |
| 1999.4.5  | 1999.12.3 | 平日 16:50 - 18:54（124分） |
| 1999.12.6 | 2000.3.31 | 平日 17:45 - 18:54（69分）  |

## 歴代出演者
- 久野咲恵[1][2]、冨永秀一[1][2]、齋藤寿幸[1][2]（1998年10月5日 - 1999年4月2日、1999年10月4日 - 1999年12月3日）
- 久野咲恵、冨永秀一、浅沼道郎（1999年4月5日 - 1999年10月1日） - 浅沼は報道部からのニュースコーナーを担当。
- 冨永秀一、末沢晶子（1999年12月6日 - 2000年3月31日）

ほか